# Ferdinand von Itzenplitz
Ferdinand August von Itzenplitz (* 26. Mai 1835; † 1917) war ein deutscher Verwaltungsbeamter.

## Leben
Ferdinand von Itzenplitz studierte an der Ruprecht-Karls-Universität Heidelberg Rechtswissenschaften. 1855 wurde er Mitglied des Corps Saxo-Borussia Heidelberg. Nach dem Studium trat er in den preußischen Staatsdienst ein. Das Regierungsreferendariat absolvierte er von 1863 bis 1864 in Erfurt. Anschließend war er Regierungsassessor bei der Regierung Frankfurt. 1866 wechselte er zur Regierung Gumbinnen. 1868 kam er als Hilfsarbeiter zum Handelsministerium. 1871 wurde er zur Regierung Breslau versetzt, wo er 1874 zum Regierungsrat und 1883 zum Oberpräsidialrat befördert wurde.
Von Itzenplitz wurde am 25. November 1890 zum Regierungspräsidenten des Regierungsbezirks Koblenz ernannt. Das Amt hatte er bis zum 1. Juli 1895 inne. Anschließend lebte er bis zu seinem Tod in Liegnitz.